# Charon (gun)

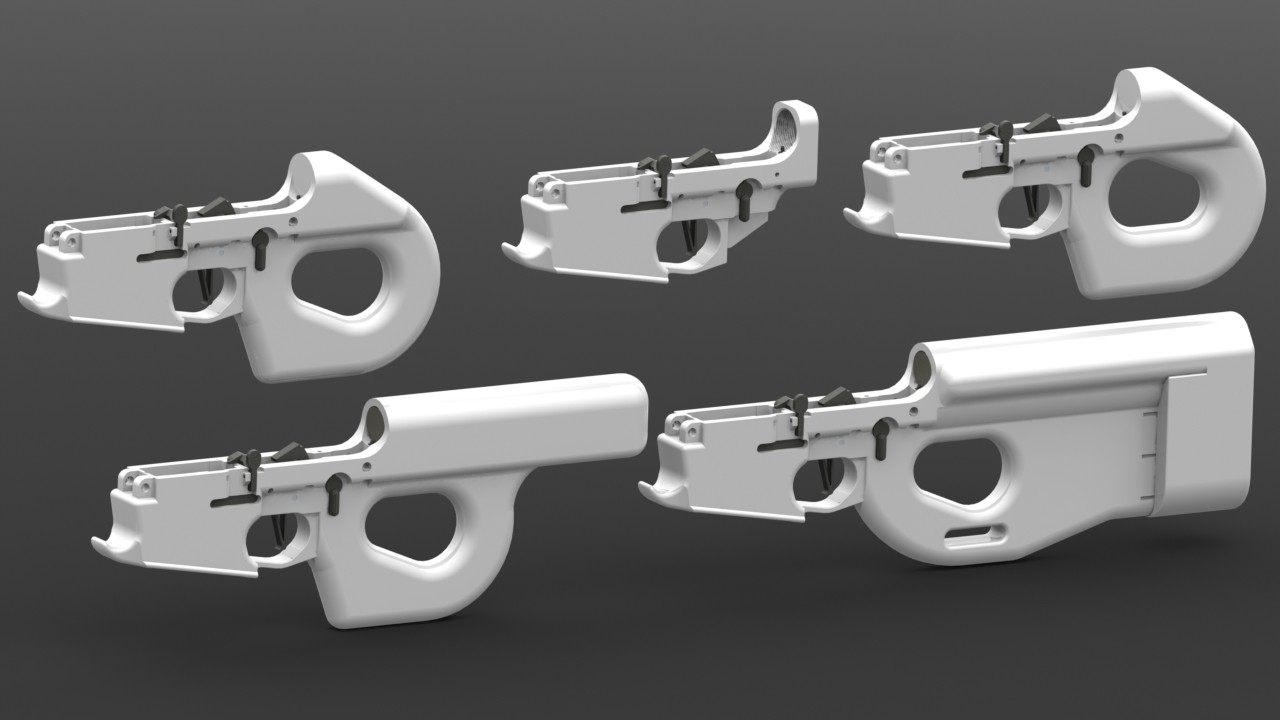
Một hình ảnh của họ AR 15 Charon của DEFCAD.

DEFCAD Charon là một dự án vỏ súng AR-15 có thể in 3D nguồn mở được lấy cảm hứng từ Fabrique Nationale P90. Ban đầu nó là một bài tập thiết kế của một người dùng DEFCAD để khám phá công nghệ sản xuất bồi đắp FDM như một phương tiện tích hợp tính ergonomics của P90 vào báng súng AR-15, dẫn đến bộ báng súng WarFairy P-15.
Quy trình sản xuất bồi đắp cho phép thiết kế đường cong quá đắt hoặc không thể thực hiện bằng phương pháp cắt gọt. Từ P-15, nó được tích hợp với vỏ liên kết DefDist V5, dẫn đến WarFairy Charon V0.1. Lợi thế từ bản chất của in polyme FDM là những máy in có kích thước làm việc nhỏ có thể sản xuất được các đối tượng lớn, tức là, Charon được thiết kế để in các chi tiết và sau đó lắp ráp bằng xi măng dung môi.
Phiên bản súng lục Charon đã được thử nghiệm thành công vào tháng 7 năm 2013 mà không có dấu hiệu hư hỏng.